# 八雲学園中学校・高等学校
八雲学園中学校・高等学校（やくもがくえんちゅうがっこう・こうとうがっこう、英語: Yakumo Academy Junior High School｜Senior High School）は、東京都目黒区八雲二丁目に所在する日本の私立中学校・高等学校。併設型中高一貫校。
現在は男女共学であるが、2017年度までは女子校であった。

## 概要
東京都目黒区の住宅街に所在位置する。最寄り駅は、東急東横線の都立大学駅。
建学の精神は「生命主義」「健康主義」である。現在の学校長は近藤彰郎。
2017年度にラウンドスクエアに加盟している。
2020年度より海外協定大学推薦制度 (UPPA) を導入している。

## 沿革
- 1938年 - 八雲高等女学校創立。
- 1947年 - 学制改革により、八雲学園中学校・高等学校となる。
- 1969年 - 八雲学園中学校休校。
- 1988年 - 創立50周年、記念式典挙行。
- 1996年 - 八雲学園中学校再開。
- 1998年 - 創立60周年、記念式典、祝賀会を挙行。
- 2008年 - 創立70周年。制服を変更する。
- 2004年 - 2学期制度を採用する。
- 2010年 - 校舎耐震化工事完了。
- 2017年 - ラウンドスクエアに加盟。
- 2018年 - 創立80周年。中学校共学化。男子制服を制定する。
- 2020年 - 海外協定大学推薦制度 (UPAA) 導入。
- 2021年 - 高等学校共学化。

## 象徴

### 制服
女子
- 紺色ブレザー
- ブラウス
  - 冬服 - 白色、水色、紫色、黄色
  - 夏服 - セーラー服様の半袖
- スカート
  - 冬服 - 桃色格子柄、茶色格子柄
  - 夏服 - 青色格子柄
- ベスト - 紺色、白色
- セーター - 紺色、白色
- 胸元
  - 冬服 - リボン、アスコットネクタイ
  - 夏服 - 中学：水色、高校：薄水色
- ハイソックス - 冬は紺色、夏は白色（いずれも校章あり）

男子
- 紺色ブレザー
- ワイシャツ
  - 冬服 - 白色、青色、紫色
  - 夏服 - 白色ダウンボタンシャツの半袖
- スラックス
  - 灰色青ストライプ
  - 黒色紫格子柄
- ベスト - なし
- セーター - 紺色、灰色
- 胸元
  - 冬服 - 紺色、青色、ストライプ
  - 夏服 - なし（開襟）
- ソックス - 紺色（校章なし）

#### 通学カバン（指定）
- バックパック - 青色、赤色
- 2WAYバッグ

刺繍される校章はすべてシンボルマーク (Yakumo Academy - YA) である。

## 校風
- 毎朝、朝礼時に三つの言葉と呼ばれる「心によろこびをもちましょう。強いからだになりましょう。立派な生活を致しましょう。」-に対し「心によろこびをもちます。強い…」と続いて復唱し、三つの誓いを立てる。
- ブレザーやコートの着脱など社会人としての服装マナーに関する指導が中学生の内から徹底されている。

## 課業
原則、週に50分30コマの通常授業を行っている。また、土曜日も中学生は通常授業、高校は2年生まで全員参加の補習が午前中に行われている。
クラス名は K, Y, R, F, U である。これは女子校時代のクラス名が 菊, 百合, 蘭, 藤, 梅 であったことに由来する。

## 教育課程
- 中学3年間は、ホームルームクラスの担任とは別の教員が生徒一人ひとりを受け持ち、生徒が学習面や生活面での相談を受けられるチューター制を導入している。

2018年度から生徒1人1台WindowsタブレットPCが配布され、一部、授業支援クラウド「ロイロノート」やMicrosoft Officeを用いた授業が展開されている。

### グローバル教育
中学卒業までに英検3級の取得が推奨され、中学生には英語系検定の授業が行われている。
中学生は週2回ネイティブスピーカーによるオールイングリッシュの授業がある。高校は2年生までオールイングリッシュの授業がある。同時に有志のみ（条件あり）通常の英語授業（英語コミュニケーションなど）に代わって、オールイングリッシュの授業（プレゼンテーション、ディスカッション、エッセイ）を受ける。
YES (Yakumo English : gateway to Success) というオンライン英語学習サービスが存在し、主に単語・熟語・リーディング・リスニングの学習ができる。

#### 海外研修
中学3年生は後期末に、付属施設の八雲レジデンスと姉妹校のケイトスクールがあるアメリカ合衆国カリフォルニア州サンタバーバラ郡へ海外研修をする。午前中にカリフォルニア大学サンタバーバラ校 (UCSB) に赴いてTESOLの資格を取得した現地教員による語学の授業を受け、その後は観光を行う。
また、高校1年生・2年生を対象に、3週間プログラム・9ヶ月プログラムが用意されており、共にサンタバーバラにおいて、語学留学がUCSBで行われている。
9ヶ月プログラムは、事前・事後学習と留学期間を含めた9ヵ月である。事前学習（3ヵ月）→留学（3ヵ月）→事後学習（3ヵ月）というスケジュールで行われる。

### 行事
1年間に沢山の行事が詰め込まれている。
- 合唱コンクール、体育祭、球技大会、文化祭、英語祭、百人一首大会、遠足、芸術鑑賞など。

英語関連の行事が沢山行われている。
- イェール大学の学生との交流、レシテーションコンテスト、イングリッシュファンフェア、英語祭、スピーチコンテスト

## クラブ活動
運動部
- バスケットボール、空手道、バレーボール、バドミントン、剣道、ハンドボール、ソフトテニス、硬式テニス、陸上、ドリル、サッカー、卓球

文化部
- 吹奏楽、演劇、軽音楽、漫画研究、クッキング、中国語、書道、ICC、パソコン、筝曲、声楽、華道、美術、ピアノ、茶道、Science、glee

## 校舎

### 本校舎
- 1階：多目的教室、理科室、普通教室、事務室
- 2階：多目的教室、調理室、普通教室、保健室、第1職員室
- 3階：多目的教室、礼法室、普通教室
- 4階：屋上庭園、普通教室

### 東校舎
- 1階：美術室、普通教室
- 2階：第2職員室、普通教室
- 3階：音楽室、普通教室

### 図書館棟
- 1階：多目的教室 (空手道場)
- 2階：メディアセンター

### 体育館棟
- フロアー、ステージ

## 著名な出身者
- 樋口年子
- 翠準子
- 梶芽衣子
- 今井絵理子
- 島袋寛子
- 満島ひかり
- 辻希美
- 渡辺志穂
- 佐藤千亜妃
- 高畑充希
- 西内まりや
- 大野いと
- 井上理香子
- 伊藤萌々香
- 野元空
- 林田真尋
- 下村実生
- 藤田みりあ
- 長濱ねる
- 野々のん
- 田尻あやめ
- 奥山理々嘉
- 吉田舞衣
- 大林雅美
- 佐藤由璃果
- 泉ノ波あみ
- 仁科有理
- 音波みのり
- 大原万由子
- 朝葉ことの
- 薮未奈海
- 粟谷真帆

## 交通
電車
- 東急東横線 都立大学駅 徒歩約7分

バス
| 乗車駅     | 系統       | 下車停留所                      | 運行事業者 |
| ---------- | ---------- | ------------------------------- | ---------- |
| 田園調布駅 | 渋11       | 「八雲高校」、徒歩1分           | ■東急      |
| 目黒駅     | 黒02・東98 | 「中根町」、徒歩3分             | ■東急      |
| 目黒駅     | 黒07       | 「都立大学附属高校前」、徒歩4分 | ■東急      |